# Llista de banderes departamentals de França
Aquesta és una llista de les banderes departamentals de França. L'estat francès està dividit en 101 departaments, els quals es mostres per ordre alfabètic en català i entre parèntesis el nom oficial.
- Top
- A
- B
- C
- D
- E
- F
- G
- H
- I
- J
- K
- L
- M
- N
- O
- P
- Q
- R
- S
- T
- U
- V
- W
- X
- Y
- Z

## A

Ain
Aisne
Alier (Allier)
Alps de l'Alta Provença (Alpes-de-Haute-Provence)
Alps Marítims (Alpes-Maritimes)
Alt Loira (Haute-Loire)
Alt Marne (Haute-Marne)
Alt Rin (Oberelsass, Haut-Rhin)
Alta Còrsega (Corsica suprana)
Alta Garona (Haute-Garonne)
Alt Saona (Haute-Saône)
Alta Savoia (Haute-Savoie)
Alta Viena (Haute-Vienne)
Alts Alps (Hautes-Alpes)
Alts del Sena (Hauts-de-Seine)
Alts Pirineus (Nauts Pirenèus, Hautes-Pyrénées) (proposta)
Ardecha (Ardèche )
Ardenes (Ardennes)
Arieja (Ariège)
Aube
Aude (no oficial)
Avairon (Aveyron)

## B

Baix Rin (Underelsàss , Bas-Rhin)
Boques del Roine (Bouches-du-Rhône) (proposta)

## C

Calvados
Cantal
Charente
Charanta Marítima (Charente-Maritime)
Cher
Clipperton[1]
Corresa (Corrèze)
Còrsega del Sud (Corsica Suttana)
Costa d'Or (Côte-d'Or) (no oficial)
Costes d'Armor (Côtes-d'Armor)
Cruesa (Creuse)

## D

Deux-Sèvres
Dordonya (Dordogne)
Doubs
Droma (Drôme)

## E

Erau (Hérault)
Essonne
Eure
Eure i Loir (Eure-et-Loir)

## F

Finisterre (Finistère, Penn-ar-Bed)

## G

Gard
Gers
Gironda (Gironde)
Guadalupe (Guadeloupe) (no oficial)
Guaiana Francesa (Guyane)[1]

## I

Ille i Vilaine (Ille-et-Vilaine, Ill-ha-Gwilen)
Indre
Indre i Loira (Indre-et-Loire)
Isèra (Isère )

## J

Jura

## L

Landes
Loir i Cher (Loir-et-Cher)
Loira (Loire)
Loiret
Losera (Lozère)

## M

Maine i Loira (Maine-et-Loire)
La Mànega (La Manche)
Marne
Martinica (Martinique)[1]
Mayenne
Mayotte[1]
Meurthe i Mosel·la (Meurthe-et-Moselle)
Morbihan
El Mosa (Meuse)
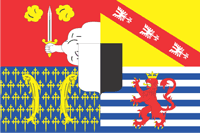
Mosel·la (Moselle)

## N

Nièvre

## O

Oise
Òlt (Lot )
Òlt i Garona (Lot-et-Garonne)
Orne

## P

París
Pas de Calais (no oficial)
Pirineus Atlàntics (Pirinèus-Atlantics, Pirinio Atlantiarrak, Pyrénées-Atlantiques) (proposta)
Puèi Domat (Puy-de-Dôme) (proposta)
Pirineus Orientals (Pyrénées-Orientales)

## R

Reunió (La Réunion)
Roine (Rhône)
Saona i Loira (Saône-et-Loire)

## S

Saona i Loira (Saône-et-Loire)
Sarthe
Savoia (Savoie)
Sena i Marne (Seine-et-Marne)
Sena Marítim (Seine-Maritime)
Seine-Saint-Denis
Somme

## T

Tarn
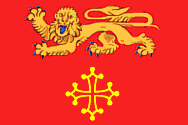
Tarn i Garona (Tarn-et-Garonne)
Territori de Belfort (Territoire de Belfort)

## V

Valclusa (Vaucluse)
Vall del Marne (Val-de-Marne)
Vall de l'Oise (Val-d'Oise)
Var
Vendée
Viena (Vienne)
Vosges

## Y

Yonne
Yvelines